# Luanping

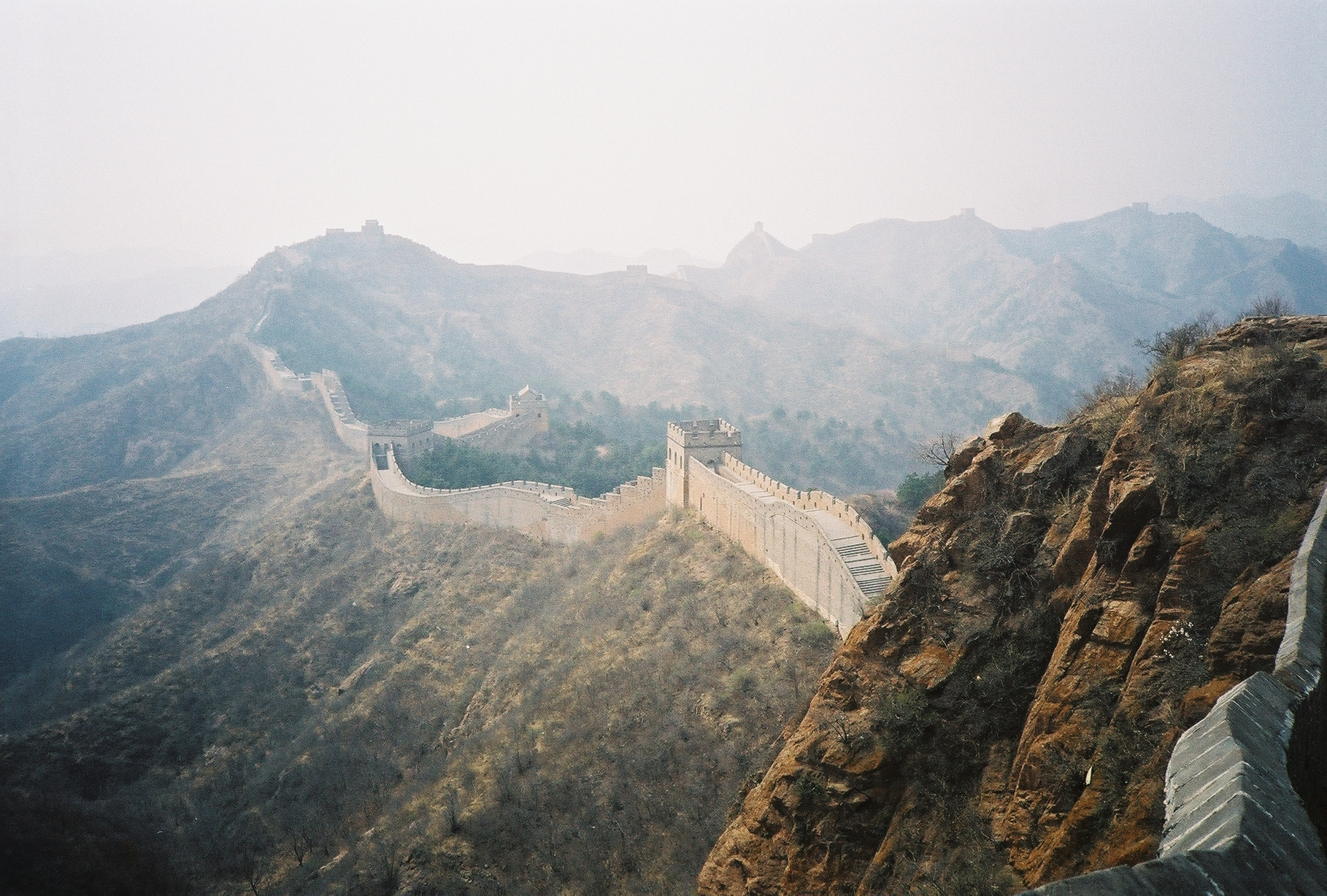
Jinshanling

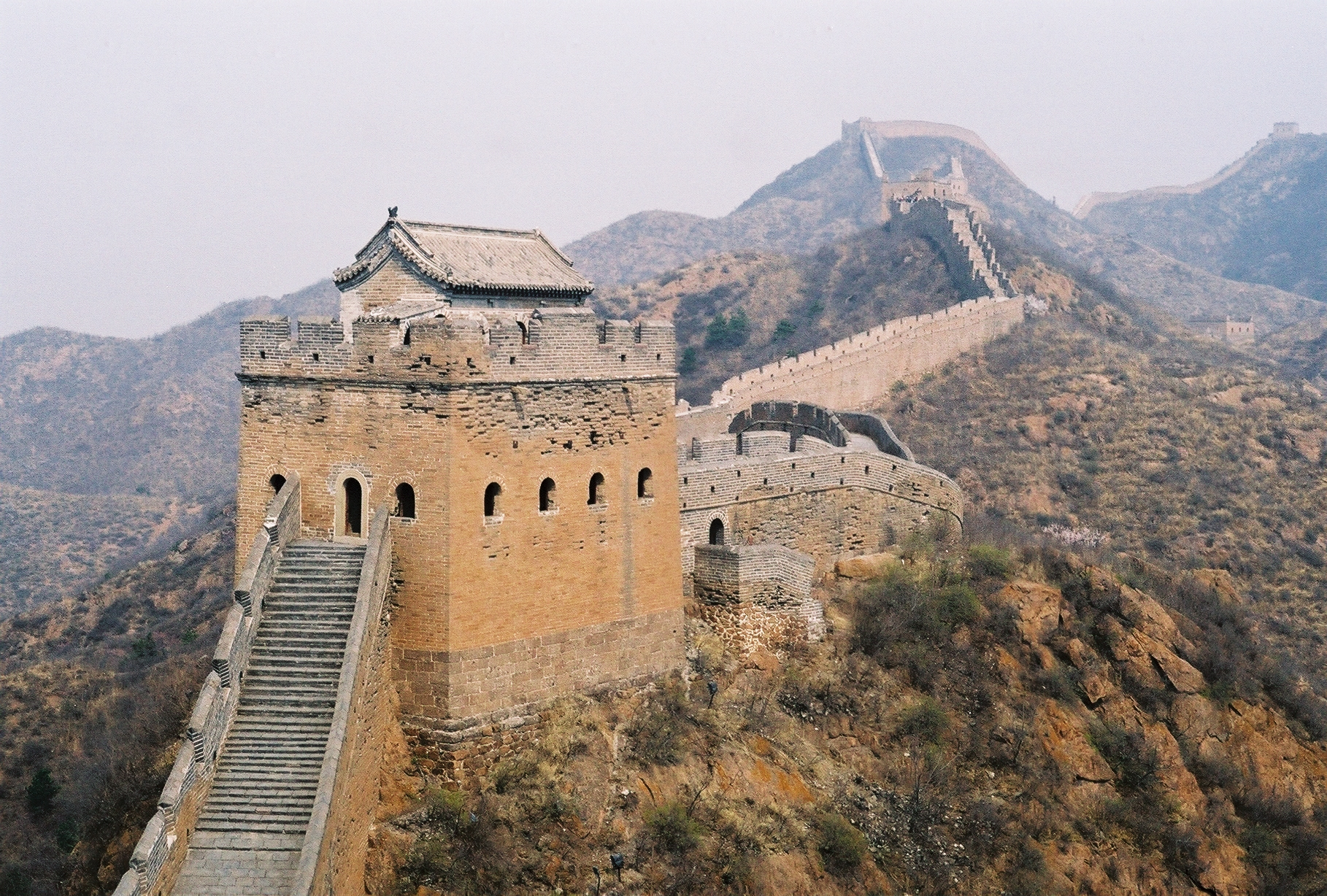
Jinshanling

Luanping (chinesisch 滦平县, Pinyin Luánpíng Xiàn) ist ein Kreis der bezirksfreien Stadt Chengde (früher: Jehol, Rehe 热河) im Norden der Provinz Hebei. Er hat eine Fläche von 2.996 km² und zählt 287.986 Einwohner (Stand: Zensus 2010). Sein Hauptort ist die Großgemeinde Luanping (滦平镇).
Die Chinesische Mauer im Abschnitt Jinshanling (Jinshanling changcheng 金山岭长城) steht seit 1988 auf der Liste der Denkmäler der Volksrepublik China (3-58).

## Administrative Gliederung
Auf Gemeindeebene setzt sich der Kreis aus sieben Großgemeinden und 15 Gemeinden (davon elf der nationalen Minderheit der Mandschu) zusammen. Diese sind:
- Großgemeinde Luanping 滦平镇
- Großgemeinde Changshanyu 长山峪镇
- Großgemeinde Hongqi 红旗镇
- Großgemeinde Jingoutun 金沟屯镇
- Großgemeinde Hushiha 虎什哈镇
- Großgemeinde Baikeshi 巴克什营镇
- Großgemeinde Zhangbailuan 张百湾镇

- Gemeinde Pingfang der Mandschu 平坊满族乡
- Gemeinde Anchungou der Mandschu 安纯沟门满族乡
- Gemeinde Xidi der Mandschu 西地满族乡
- Gemeinde Fuyingzi 付营子乡
- Gemeinde Xiaoying der Mandschu 小营满族乡
- Gemeinde Xigou der Mandschu 西沟满族乡
- Gemeinde Dengchang der Mandschu 邓厂满族乡
- Gemeinde Wudaoyingzi der Mandschu 五道营子满族乡
- Gemeinde Mayingzi der Mandschu 马营子满族乡
- Gemeinde Fujiadian der Mandschu 付家店满族乡
- Gemeinde Huodoushan der Mandschu 火斗山满族乡
- Gemeinde Liangjianfang 两间房乡
- Gemeinde Laowa 涝洼乡
- Gemeinde Chenzhazi 陈栅子乡
- Gemeinde Datun der Mandschu 大屯满族乡